# Antoculeora locuples
Antoculeora locuples là một loài bướm đêm trong họ Noctuidae.